# Live à La Cigale (album de Renaud)
Albums de Renaud
Dans mes cordes
(2023)
Live à La Cigale est un album live de Renaud, sorti le 30 mai 2025.
Il retrace un concert enregistré le 29 septembre 2007 à La Cigale devant 1200 personnes, d'un concert offert par Renaud à la fin de sa tournée Rouge Sang. Le concert dure 5h30 et comporte 69 chansons.

## Histoire
En septembre 2007, Renaud décide d'offrir un concert aux membres de ses différents forums. Après un vote des membres sur la setlist, Renaud décide de rajouter une trentaine de chansons. Au total, le concert dure 5h30 avec 69 chansons. La chanson chantée seule par Renan Luce (La Lettre) et leur duo (Je me suis fait tout petit de Georges Brassens) ainsi que le Tango des élus manquent sur le live.
L'album est accompagné d'une sortie sur grand écran d'une partie du concert (2h sur les 5h30), qui est retransmis au Grand Rex. En raison de soucis techniques, les caméras n’ont pu enregistrer l’intégralité du concert.
Le concert sort en CD (avec 4 CDs) et en vinyl (6 vinyles). Plusieurs éditions existent, dont une avec une captation vidéo de deux heures du concert sur DVD et avec une version du t-shirt dessiné par Marc Large.

## Titres
| 1.  | Où c’est qu’j’ai mis mon flingue ?  | 3:34 |
| 2.  | Le sirop de la rue                  | 4:39 |
| 3.  | Marche à l’ombre                    | 4:21 |
| 4.  | La teigne                           | 3:00 |
| 5.  | La chanson du loubard               | 3:18 |
| 6.  | La ballade de Willy Brouillard      | 5:41 |
| 7.  | Étudiant poil aux dents             | 4:59 |
| 8.  | Miss Maggie                         | 4:52 |
| 9.  | Deuxième génération                 | 4:37 |
| 10. | Dans la jungle                      | 5:17 |
| 11. | Elsa                                | 4:37 |
| 12. | 500 connards sur la ligne de départ | 4:31 |
| 13. | Putain de camion                    | 3:46 |
| 14. | RS & RS                             | 3:25 |
| 15. | Jusqu’à la fin du monde             | 5:19 |
| 16. | À la téloche                        | 2:53 |
| 17. | Malone                              | 4:00 |

| 1.  | Nos vieux                    | 4:45 |
| 2.  | Tant qu’il y aura des ombres | 4:44 |
| 3.  | Germaine                     | 3:40 |
| 4.  | Laisse béton                 | 2:54 |
| 5.  | Ma gonzesse                  | 4:23 |
| 6.  | Déserteur                    | 4:35 |
| 7.  | Morts les enfants            | 5:18 |
| 8.  | Chanson pour Pierrot         | 4:01 |
| 9.  | En cloque                    | 3:35 |
| 10. | Morgane de toi               | 5:39 |
| 11. | Baby-sitting Blues           | 4:24 |
| 12. | Mistral gagnant              | 3:27 |
| 13. | Il pleut                     | 2:55 |
| 14. | Mon amoureux                 | 4:09 |
| 15. | C’est quand qu’on va où ?    | 3:32 |
| 16. | Elle a vu le loup            | 3:32 |
| 17. | Adieu l’enfance              | 4:33 |
| 18. | Les cinq sens                | 2:59 |

| 1.  | Morgane de Renaud (chantée par le public)    | 3:11 |
| 2.  | Marchand de cailloux                         | 3:50 |
| 3.  | La pêche à la ligne                          | 3:50 |
| 4.  | P’tite conne                                 | 6:45 |
| 5.  | La Blanche                                   | 4:58 |
| 6.  | Manhattan-Kaboul (duo avec Romane Serda)     | 5:25 |
| 7.  | Baltique                                     | 3:01 |
| 8.  | La médaille                                  | 2:52 |
| 9.  | Pondichéry                                   | 4:43 |
| 10. | Rouge Gorge                                  | 2:29 |
| 11. | Docteur Renaud, Mister Renard                | 4:28 |
| 12. | Olé                                          | 4:10 |
| 13. | Les charognards                              | 4:58 |
| 14. | Danser à Rome                                | 1:59 |
| 15. | Dans ton sac                                 | 5:56 |
| 16. | Les Bobos                                    | 4:06 |
| 17. | Je suis un voyou (titre de Georges Brassens) | 2:51 |
| 18. | Hécatombe (titre de Georges Brassens)        | 2:08 |

| 1.  | Arrêter la clope !          | 4:01  |
| 2.  | Elle est facho              | 3:27  |
| 3.  | Pochtron                    | 3:34  |
| 4.  | J’ai retrouvé mon flingue ! | 5:04  |
| 5.  | Manu                        | 3:34  |
| 6.  | Mon bistrot préféré         | 4:44  |
| 7.  | Son bleu                    | 4:00  |
| 8.  | La ballade Nord Irlandaise  | 4:35  |
| 9.  | Leonard’s Song              | 6:00  |
| 10. | Fatigué                     | 5:02  |
| 11. | Dès que le vent soufflera   | 5:01  |
| 12. | Hexagone                    | 6:32  |
| 13. | Rouge Sang                  | 3:43  |
| 14. | Dans mon HLM                | 10:11 |

## Les musiciens
- Guitare et arrangements : Jean-Pierre Bucolo
- Guitare et mandoline : Michaël Ohayon
- Basse : Dominique Grimaldi
- Batterie : Philippe Draï
- Clavier et accordéon : Jean-François Berger
- Cordes : Geoffrey Richardson